# Anna Maria von Sachsen

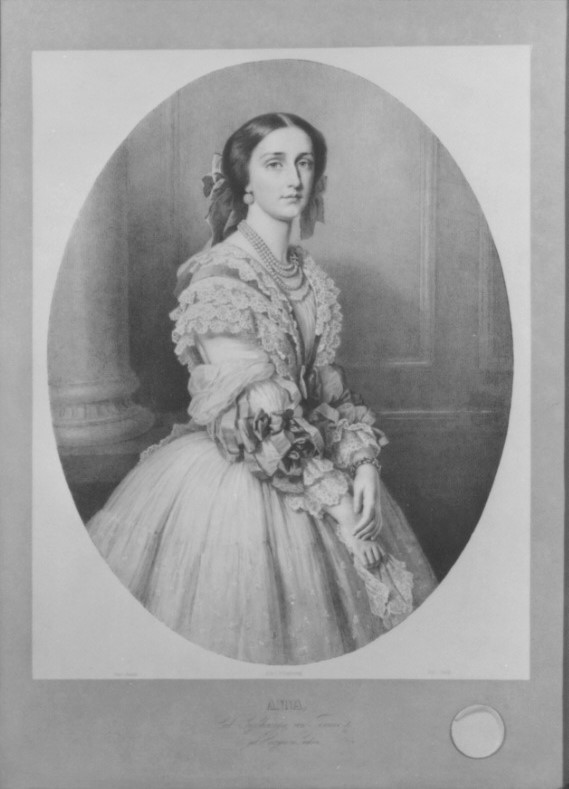
Anna Maria von Sachsen, Erbgroßherzogin der Toskana

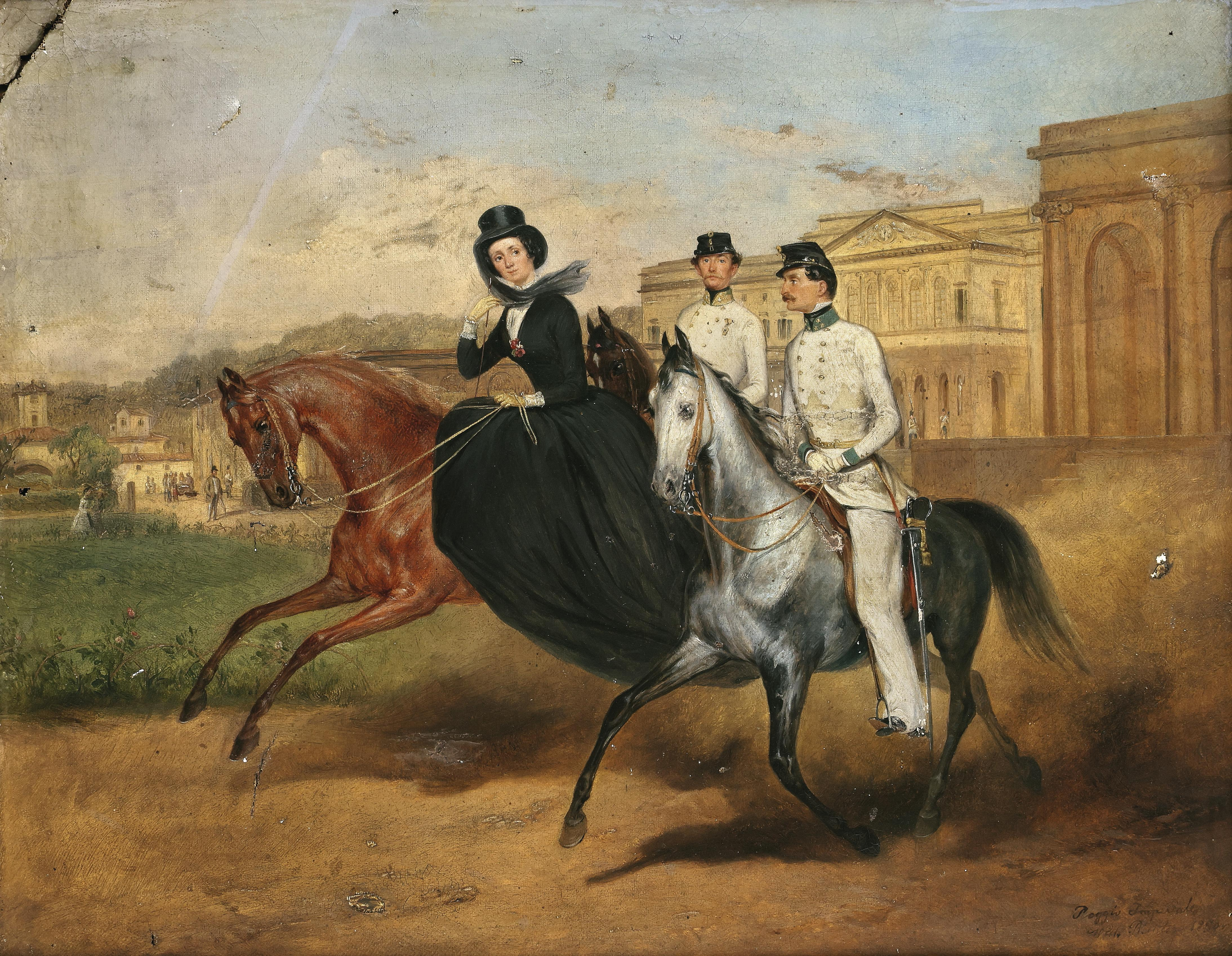
Wilhelm Richter: Anna Maria mit zwei österreichischen Offizieren zu Pferde vor der Villa Medici Poggio Imperiale, 1859

Anna Maria Maximiliane Stephania Karoline Johanna Luisa Xaveria Nepomucena Aloysia Benedicta von Sachsen (* 4. Januar 1836 in Dresden; † 10. Februar 1859 in Neapel) war eine sächsische Prinzessin aus der albertinischen Linie der Wettiner und durch Heirat Erbgroßherzogin der Toskana.

## Leben
Anna Maria war eine Tochter des Königs Johann von Sachsen (1801–1873) aus dessen Ehe mit Amalie Auguste (1801–1877), Tochter des Königs Maximilian I. Joseph von Bayern.
Anna Marias Vater war ein enger Freund des Großherzogs Leopold II. der Toskana; ihre Familien waren durch mehrere Heiraten miteinander verknüpft. Schon früh war über eine Ehe des Thronfolgers mit einer sächsischen Prinzessin verhandelt worden. Prinzessin Anna Maria heiratete am 24. November 1856 in Dresden den nachmaligen Großherzog Ferdinand IV. der Toskana (1835–1908), den sie zwei Jahre davor bei Ferdinands Brautfahrt kennengelernt hatte.
Erbgroßherzogin Anna Maria, Trägerin des Sternkreuzordens, starb erst 23-jährig infolge der Totgeburt ihres zweiten Kindes. Sie wurde in der Basilika Santa Chiara in Neapel bestattet. Leopold II. dankte am 21. Juli 1859 zu Gunsten seines Sohnes ab, wodurch Ferdinand fünf Monate nach Anna Marias Tod der letzte Großherzog der Toskana wurde.

## Nachkommen
Aus ihrer Ehe mit Ferdinand hatte Anna Maria zwei Töchter:
- Maria Antonietta (1858–1883), Äbtissin des Theresianischen Damenstiftes in Prag
- Tochter (*/† 1859)

## Vorfahren
| Ahnentafel Anna Maria von Sachsen | Ahnentafel Anna Maria von Sachsen                                                                | Ahnentafel Anna Maria von Sachsen                                                                | Ahnentafel Anna Maria von Sachsen                                                         | Ahnentafel Anna Maria von Sachsen                                                       | Ahnentafel Anna Maria von Sachsen                                                                          | Ahnentafel Anna Maria von Sachsen                                                                        | Ahnentafel Anna Maria von Sachsen                                                                      | Ahnentafel Anna Maria von Sachsen                                                           |
| --------------------------------- | ------------------------------------------------------------------------------------------------ | ------------------------------------------------------------------------------------------------ | ----------------------------------------------------------------------------------------- | --------------------------------------------------------------------------------------- | --- | --- | --- | ------------------------------------------------------------------------------------------- |
| Ururgroßeltern                    | König August III. (1696–1763) ⚭ 1719 Maria Josepha von Österreich (1699–1757)                    | Kaiser Karl VII. (1697–1745) ⚭ 1722 Maria Amalia von Österreich (1701–1756)                      | Herzog Philipp von Parma (1720–1765) ⚭ 1738 Marie Louise Élisabeth de Bourbon (1727–1759) | Kaiser Franz I. Stephan (1708–1765) ⚭ 1736 Maria Theresia (1717–1780)                   | Herzog Christian III. von Pfalz-Zweibrücken (1674–1735) ⚭ 1719 Karoline von Nassau-Saarbrücken (1704–1774) | Joseph Karl von Pfalz-Sulzbach (1694–1729) ⚭ 1717 Elisabeth Auguste Sofie von der Pfalz (1693–1728)      | Großherzog Karl Friedrich von Baden (1728–1811) ⚭ 1751 Karoline Luise von Hessen-Darmstadt (1723–1783) | Landgraf Ludwig IX. (1719–1790) ⚭ 1741 Henriette Karoline von Pfalz-Zweibrücken (1721–1774) |
| Urgroßeltern                      | Kurfürst Friedrich Christian von Sachsen (1722–1763) ⚭ 1747 Maria Antonia von Bayern (1724–1780) | Kurfürst Friedrich Christian von Sachsen (1722–1763) ⚭ 1747 Maria Antonia von Bayern (1724–1780) | Herzog Ferdinand von Bourbon (1751–1802) ⚭ 1769 Maria Amalia von Österreich (1746–1804)   | Herzog Ferdinand von Bourbon (1751–1802) ⚭ 1769 Maria Amalia von Österreich (1746–1804) | Friedrich Michael von Pfalz-Birkenfeld (1724–1767) ⚭ 1746 Maria Franziska von Pfalz-Sulzbach (1724–1794)   | Friedrich Michael von Pfalz-Birkenfeld (1724–1767) ⚭ 1746 Maria Franziska von Pfalz-Sulzbach (1724–1794) | Karl Ludwig von Baden (1755–1801) ⚭ 1774 Amalie von Hessen-Darmstadt (1754–1832)                       | Karl Ludwig von Baden (1755–1801) ⚭ 1774 Amalie von Hessen-Darmstadt (1754–1832)            |
| Großeltern                        | Maximilian von Sachsen (1759–1838) ⚭ 1792 Caroline von Bourbon-Parma (1770–1804)                 | Maximilian von Sachsen (1759–1838) ⚭ 1792 Caroline von Bourbon-Parma (1770–1804)                 | Maximilian von Sachsen (1759–1838) ⚭ 1792 Caroline von Bourbon-Parma (1770–1804)          | Maximilian von Sachsen (1759–1838) ⚭ 1792 Caroline von Bourbon-Parma (1770–1804)        | König Maximilian I. Joseph (1756–1825) ⚭ 1797 Karoline von Baden (1776–1841)                               | König Maximilian I. Joseph (1756–1825) ⚭ 1797 Karoline von Baden (1776–1841)                             | König Maximilian I. Joseph (1756–1825) ⚭ 1797 Karoline von Baden (1776–1841)                           | König Maximilian I. Joseph (1756–1825) ⚭ 1797 Karoline von Baden (1776–1841)                |
| Eltern                            | König Johann von Sachsen (1801–1873) ⚭ 1822 Amalie Auguste von Bayern (1801–1877)                | König Johann von Sachsen (1801–1873) ⚭ 1822 Amalie Auguste von Bayern (1801–1877)                | König Johann von Sachsen (1801–1873) ⚭ 1822 Amalie Auguste von Bayern (1801–1877)         | König Johann von Sachsen (1801–1873) ⚭ 1822 Amalie Auguste von Bayern (1801–1877)       | König Johann von Sachsen (1801–1873) ⚭ 1822 Amalie Auguste von Bayern (1801–1877)                          | König Johann von Sachsen (1801–1873) ⚭ 1822 Amalie Auguste von Bayern (1801–1877)                        | König Johann von Sachsen (1801–1873) ⚭ 1822 Amalie Auguste von Bayern (1801–1877)                      | König Johann von Sachsen (1801–1873) ⚭ 1822 Amalie Auguste von Bayern (1801–1877)           |
| Anna Maria von Sachsen            |                                                                                                  |                                                                                                  |                                                                                           |                                                                                         | | | |                                                                                             |